# Trou de fœhn
Pour les articles homonymes, voir Trou.

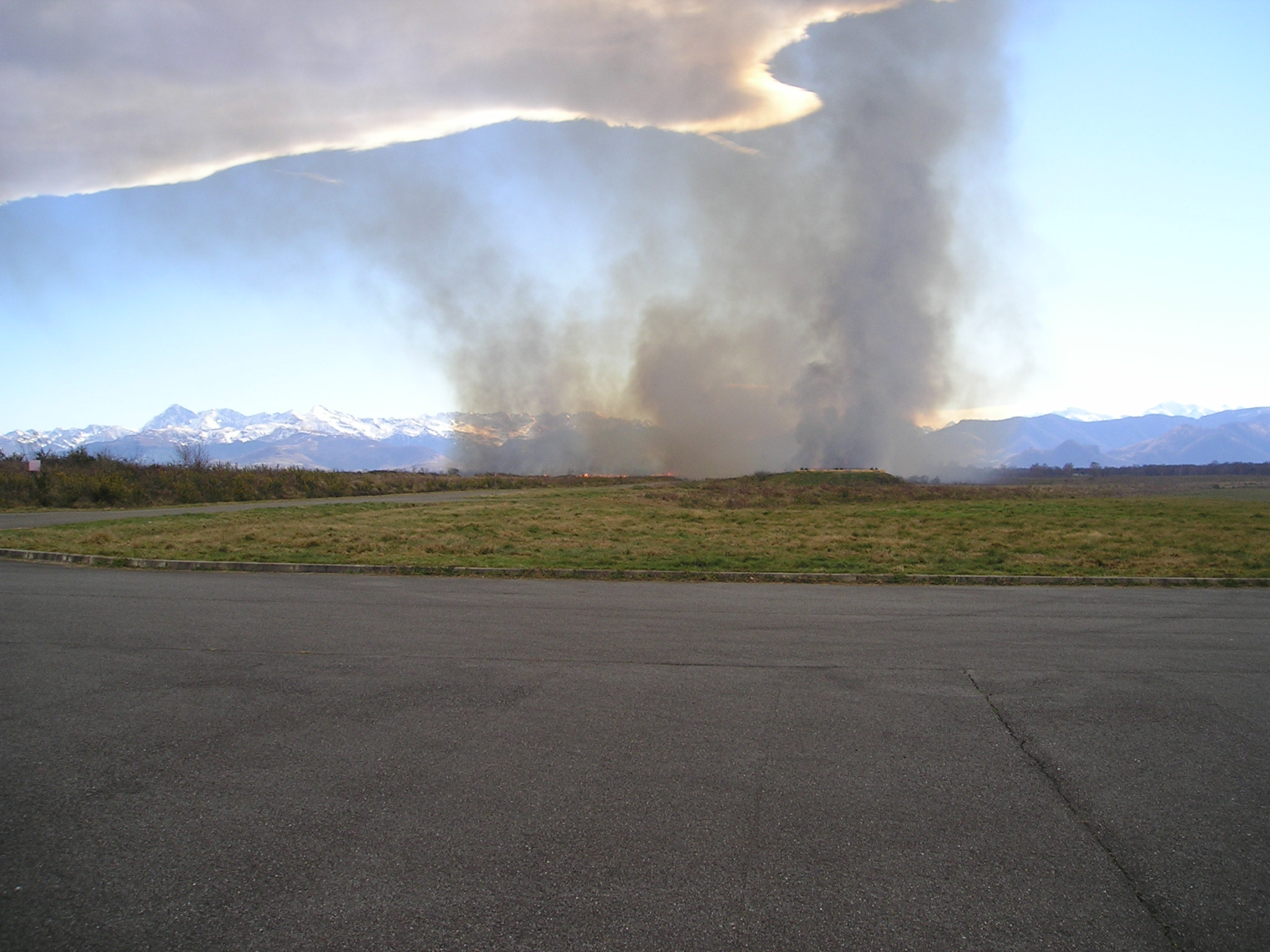
Début d'incendie à la limite d'un trou de foehn dans les Hautes-Pyrénées

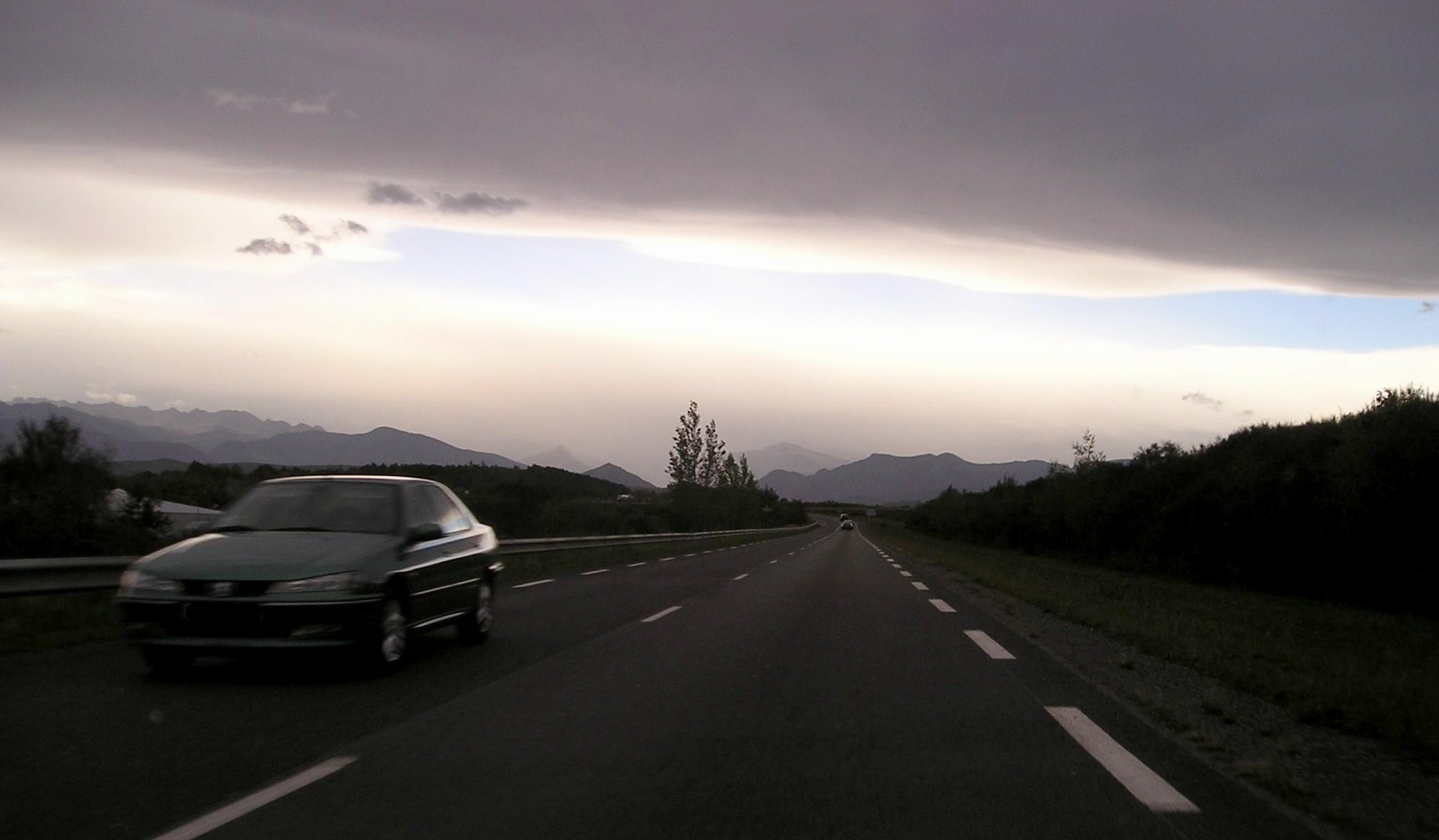
Régime de Foehn dans les Pyrénées caractérisé par une bande de ciel bleu (le trou de fœhn) puis, en aval du phénomène, un voile d'altostratus/nimbostratus.

Un trou de fœhn est un trou de ciel bleu dans la couverture nuageuse créé par effet dynamique dit de fœhn.
Ce dernier se produit en aval d'une chaîne de montagnes lorsque des vents la franchissent perpendiculairement. La forme du trou va dépendre de la force des vents et de la configuration du relief. On retrouve ce phénomène partout où un effet de fœhn se produit et il peut prendre un nom différent selon l'endroit. Ainsi, en aval des montagnes Rocheuses en Amérique du Nord, le bord amont du trou s'aligne à une certaine distance en aval de cette chaîne rectiligne et donne l'impression d'une arche pour un observateur au sol, d'où son nom d'« Arche du Chinook ».

## Formation
Lorsqu'une masse d'air doit franchir une montagne, celle-ci doit s'élever et en s'élevant la masse d'air se refroidit par détente adiabatique selon le taux pseudo-adiabatique humide. La vapeur d'eau contenue dans l'air finit par se condenser lorsque la température saturation est atteinte. Il y a alors formation de nuages puis de précipitations sur le versant au vent. 
En redescendant de l'autre côté de la montagne, l'air se réchauffe par compression adiabatique en suivant le taux adiabatique sec. L'humidité relative s'abaisse donc et la couverture nuageuse (habituellement composée d'altostratus) peut s'étioler en aval de la montagne. Ceci laisse place localement à un ciel dégagé. Ce trou de fœhn est habituellement lié à la présence d'ondes de gravité que l'air va suivre et remonter, saturant à nouveau plus loin en aval. La présence d'altocumulus lenticularis marque le sommet de ces ondes. On peut aussi trouver sous le trou de fœhn des cumulus fractus qui marquent des rotors.

## Vol à voile

Vol d'onde avec une première onde sur le relief (A) puis une seconde qui comporte des nuages lenticulaires (B)

Comme il est dit plus haut, un trou de fœhn est un excellent marqueur d'ondes gravité. Celles-ci peuvent atteindre de très grandes hauteurs qui sont largement supérieures à la couverture nuageuse elle-même. Le pilote du planeur peut s'introduire à travers le trou de fœhn pour pouvoir monter aussi haut que possible. Les ondes de gravité sont souvent associées à des fronts chauds car l'air doit être stable et dans beaucoup de régions celles-ci sont associées à des vents de secteur plutôt sud (par exemple le Vent du Midi dans le Forez ou en Auvergne). 
Lors du passage d'un front chaud, le voile d'altostratus va laisser place à un nimbostratus qui peut n'engendrer aucunes précipitations en aval à cause de l'effet de fœhn, mais qui bouchera toutefois le trou de fœhn. Le trou de fœhn peut aussi se refermer lorsque le vent change de direction au moment du passage du front. Dans tous les cas, le planeur se retrouvera piégé au-dessus d'une couverture nuageuse, une situation extrêmement dangereuse lors de la descente à travers les nuages car il s'agit de conditions de vol aux instruments (IFR). 
Dans de telles conditions, il est recommandé que le pilote ouvre les aérofreins et règle le compensateur suffisamment en arrière de telle manière que le planeur va voler tout seul à faible vitesse (manœuvre dite « benign spiral »). Ensuite, le pilote ne touche plus les commandes. Cette manœuvre devrait au préalable être pratiquée en air clair pour s'assurer que le planeur est stable dans de telles conditions. Un pilote inexpérimenté peut entrer dans une mauvaise vrille (dite « en:graveyard spiral ») s'il perd la notion de sa position. Les ailes subissent alors une charge qui va les détacher du fuselage et faire s'écraser l'appareil (d'où le nom « spirale du cimetière »). 
Finalement, la couverture nuageuse peut encapuchonner les sommets des montagnes et les cacher, ce qui peut mener à une collision. C'est pourquoi, le pilote devrait d'abord s'éloigner des montagnes puis effectuer la descente à travers les nuages. La présence d'un GPS à bord facilitera grandement cette manœuvre.